# Industrialización

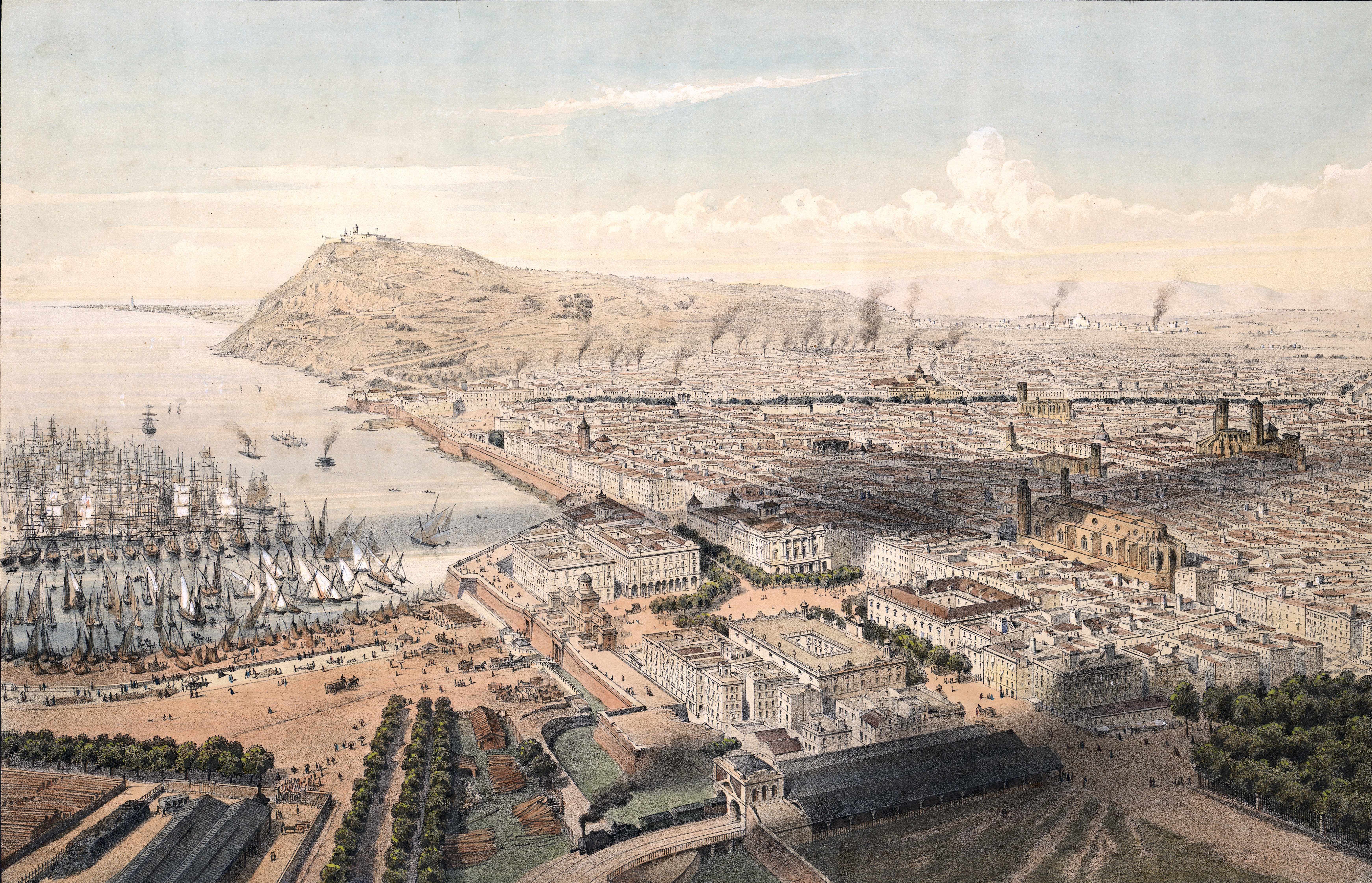
Vista del puerto de Barcelona en 1856, grabado de Alfred Guesdon. Desde el, Barcelona es una de las ciudades más industrializadas de España.

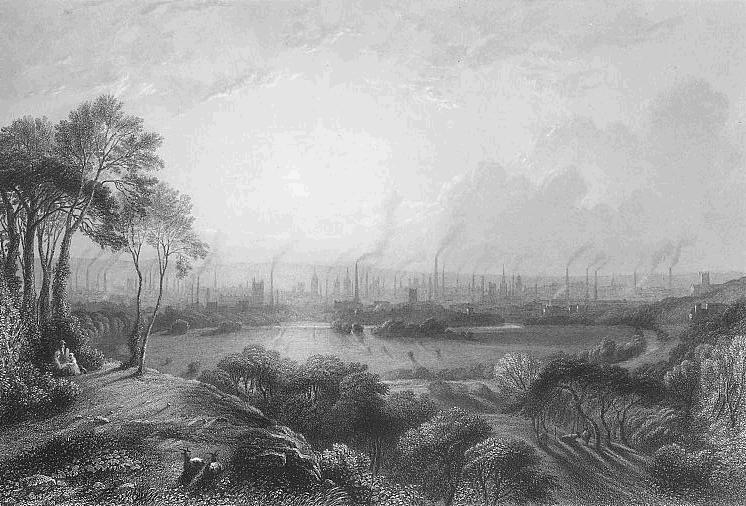
Vista panorámica de Mánchester.

La industrialización consiste en la producción de bienes y servicios a gran escala, mediante la utilización de máquinas accionadas por nuevas fuentes de energía. Se conoce como industrialización al proceso por el que un Estado o comunidad social pasa de una economía basada en la agricultura a otra fundamentada en el desarrollo industrial y en el que este representa, en términos económicos, el sostén fundamental del producto interno bruto y, en términos de ocupación, ofrece trabajo a la mayoría de la población. Supone, además, una economía de libres cambios.
Las fábricas, con grandes muestras de avances tecnológicos, aumentan la productividad (y así aumentan el capital); en realidad, ahora son fábricas, antes se desarrollaban en el espacio doméstico de los campesinos, como pueden ser tejidos, utensilios, cerámica. Dicho de una manera más simple: «dar predominio a las industrias en la economía de un país» o «desarrollo del sistema económico y técnico necesario para transformar las materias primas en productos adecuados para el consumo».
La Revolución Industrial fue un periodo histórico comprendido entre la segunda mitad del siglo XVIII y principios del XIX, en el Reino Unido en primer lugar, y el resto de Europa continental después, sufrieron el mayor conjunto de transformaciones socioeconómicas, tecnológicas y culturales de la Historia de la humanidad, desde el Neolítico. La industrialización surgió como consecuencia directa de la invención de la máquina de vapor, pero también influyeron decisivamente los cambios jurídicos en la propiedad, el incremento del comercio y la competitividad entre países como Reino Unido, Alemania y Francia. Los motores de la industrialización fueron la minería, la metalurgia y la química.
El proceso de industrialización no fue homogéneo, es decir, no fue todo en un solo paso, sino que primero ocurrió en el Reino Unido en el siglo XVIII; otros países como Estados Unidos, Japón, Alemania, Francia o Rusia se industrializaron en el siglo XIX y actualmente hay países de África o Asia que están muy poco industrializados.
Se pueden identificar varias transiciones en este proceso:
- De la sociedad agraria a la sociedad industrial.
- De la sociedad rural a la sociedad urbana.
- De la manufactura a la maquinofactura.
- Del uso de la mano de obra al uso de capitales.

Por extensión, se habla de industrialización para referirse a cualquier modelo de sociedad muy desarrollada, si bien desde la década de los 50 del siglo XX las sociedades con mayor poder económico son aquellas que poseen unos altos niveles de desarrollo tecnológico.
La industrialización cambió el paisaje natural y el urbano anteriormente existentes, produciendo un nuevo panorama en el ambiente. El nuevo modo de producción, con sus edificios fabriles, sus medios de comunicación, la necesidad masiva de mano de obra etc., va a transformar no solo el espacio urbano, sino también zonas situadas en pleno campo donde surgirán pequeñas ciudades con la única finalidad de la producción. Estos «espacios industriales» implican una nueva manera de entender la arquitectura y el urbanismo.
Con la revolución industrial no solo aparecen nuevos edificios, sino que es la propia arquitectura la que se transforma, ya que tiene que adaptarse a los nuevos conceptos ideológicos que se derivan de aquella, a los nuevos comportamientos humanos:
«El nuevo alumbrado irrumpe en el horario solar, los nuevos transportes acortan distancias y lugares antes inhóspitos, las nuevas ciudades masificadas por el incremento de la población provocan nuevas necesidades públicas, nuevos servicios, nuevas comunicaciones, nuevas nociones de higiene y confort» (Aguilar, 1991, 93).
La arquitectura contemporánea tiene sus orígenes en los cambios provocados por la revolución industrial, como han puesto de manifiesto los primeros teóricos que se ocuparon del tema, Pevsner, Benévolo, Giedion, Tafuri, Zevi, Franton, etc., y que resume Inmaculada Aguilar (1991, 94):
- modifica las técnicas constructivas e introduce nuevos materiales como el hierro y el vidrio (más tarde el hormigón).
- modifica el concepto tradicional de ciudad: nuevos servicios, tipologías, sistemas de comunicación y un moderno concepto sobre el valor del suelo.
- estimula el espíritu científico y con él la investigación experimental, que tienen como consecuencia inmediata la creación de escuelas especializadas.
La industrialización es mucho más que una transformación tecnológica: «la máquina no es únicamente un dispositivo concreto, un ingenio, es también una máquina social, una organización racional de la producción» (Aguilar, 1991, 94). Se basa en la repetición, en la producción en serie, lo que necesita la realización previa de un modelo abstracto. Es decir, exige que la producción sea pensada con anterioridad, la previsión, la precisión, el rigor y el control se convierten en elementos indispensables para su funcionamiento. Esto afecta de igual modo a la arquitectura que se convierte en un sector más de la producción industrial, introduciendo conceptos como los de repetición estándar, serie... que necesitan, así mismo, la elaboración de un modelo para el control del buen funcionamiento de su proceso de producción: el plano.
Actualmente, el proceso de industrialización ha cambiado. En los países en vías de desarrollo como los BRICS (Brasil, Rusia, India, China y Sudáfrica), la migración del campo a la ciudad no está acompañada de la industrialización. Las instituciones públicas no pueden fortalecerse con los aumentos en la recaudación impositiva que esta conlleva, lo que ha derivado en un aumento de la conflictividad social. La industrialización en estos países se produce gracias a la mano de obra barata y a las economías de escala que presentan (la deslocalización de empresas supone la pérdida de puestos de trabajo en los países desarrollados, pero los crea en los que están en vías de desarrollo).
En muchos casos, la industrialización en estos países no aparece de forma natural, como ocurrió en Reino Unido gracias al aumento del comercio y el desarrollo de la industria pesada como la minería, sino que aparece debido al impulso que las instituciones nacionales o internacionales le dan a la economía. India y Corea del Sur reciben o lo han hecho gracias a ayudas importantes tanto del FMI, Banco Mundial como de Estados Unidos debido a su importancia geopolítica y como respuesta a la industrialización de China. Por otro lado, China y Brasil se han industrializado gracias a las políticas que han adoptado sus gobiernos y a la intervención del estado en la economía.
Uno de los aspectos más importantes es que el desarrollo del sector terciario ha precedido a la industrialización en estos países, no como en la industrialización de Europa, donde primero se desarrolló el sector primario. Esto se debe principalmente al aumento del turismo mundial, al crecimiento del sector público (como oferente de servicios tales como sanidad, defensa, etc.) y al desarrollo del sector financiero; este último es el caso de China, que se ha industrializado gracias al control del capital y de la cotización de su moneda.
Los primeros sectores industriales en desarrollarse son los que proveen de bienes al sector de servicios, por el impulso que se supone dan a la economía, o aquellos sectores que poseen ventajas competitivas en el mercado internacional, como son los intensivos en mano de obra. Estos sectores canalizan el impulso hacia el sector de productos intermedios y de bienes de equipo.